# 케팔로티리
케팔로티리(그리스어: Κεφαλοτύρι)는 양젖 또는 염소젖으로 만드는 그리스의 치즈로 단단한 질감에 짠맛이 난다. 유사한 치즈인 케팔로그라비에라가 그리스 및 키프로스 권역 외 지역에서 이 치즈의 이름으로 팔리기도 한다.

## 같이 보기
- 페타
- 그라비에라